# Antheua atrata
Antheua atrata is een vlinder uit de familie tandvlinders (Notodontidae). De wetenschappelijke naam van deze soort is voor het eerst geldig gepubliceerd in 1907 door Grünberg.
De soort komt voor in tropisch Afrika.